# Sony Pictures Animation
Sony Pictures Animation est une société de production américaine spécialisée dans l'animation et détenue par Sony Pictures Entertainment.
Fondée en mai 2002, elle travaille en étroite collaboration avec Sony Pictures Imageworks, qui gère la production numérique. Les films qui sortent au cinéma sont distribués par Columbia Pictures et les direct-to-video par Sony Pictures Home Entertainment. Elle produit également des films à destination du service Netflix suite à un contrat entre Sony Pictures et la plateforme.
La société est notamment à l'origine des franchises Les Rebelles de la forêt, Tempête de boulettes géantes, Les Schtroumpfs, Hôtel Transylvanie et Les Rois de la glisse.

## Histoire
En 2001, Sony Pictures Entertainment envisage de vendre son studio Sony Pictures Imageworks spécialisé dans les effets spéciaux. Après avoir échoué à trouver un preneur approprié, Sony Pictures Entertainment est impressionnée par les résultats des séquences en images de synthèse créées pour le film Stuart Little 2, et, à la vue du succès au box-office de Shrek et Monstres et Cie, Sony Pictures Imageworks est reconfiguré afin de devenir un studio d'animation.
En mai 2002, Sony Picture produit deux courts métrages, The ChubbChubbs! et Early Bloomer (en), afin d'aider à déterminer les forces et les faiblesses du studio dans la production d'images de synthèse.
En mai 2003, Sony Pictures Animation annonce avoir conclu un partenariat avec Aardman Animations pour financer, co-produire et distribuer des longs métrages.
Le 11 juillet 2012, Bob Osher, président de Sony Pictures Digital Productions, révèle que Genndy Tartakovsky a signé un accord à long terme avec SPA afin de développer et de réaliser des films originaux.

## Filmographie

### Cinéma
- 2006 : Les Rebelles de la forêt (Open Season) co-réalisé par Jill Culton, Roger Allers et Anthony Sattchi
- 2007 : Les Rois de la glisse (Surf's Up) co-réalisé et co-scénarisé par Ash Brannonet Chris Buck
- 2009 : Tempête de boulettes géantes (Cloudy with a Chance of Meatballs) co-réalisé et co-scénarisé par Phil Lord et Christopher Miller
- 2011 : Les Schtroumpfs (The Smurfs) réalisé par Raja Gosnell
- 2011 : Mission : Noël (Arthur Christmas) co-réalisé par Barry Cook et Sarah Smith
- 2012 : Les Pirates ! Bons à rien, mauvais en tout (The Pirates! In an Adventure with Scientists!) co-réalisé par Peter Lord et Jeff Newitt
- 2012 : Hôtel Transylvanie (Hotel Transylvania) réalisé par Genndy Tartakovsky
- 2013 : Les Schtroumpfs 2  (The Smurfs 2) réalisé par Raja Gosnell
- 2014 : L'Île des Miam-nimaux : Tempête de boulettes géantes 2 (Cloudy with a Chance of Meatballs 2) co-réalisé par Cody Cameron et Kris Pearn
- 2015 : Hôtel Transylvanie 2  (Hotel Transylvania) réalisé par Genndy Tartakovsky
- 2016 : Chair de poule, le film (Goosebumps) réalisé par Rob Letterman
- 2017 : Les Schtroumpfs et le Village perdu (Smurfs: The Lost Village) réalisé par Kelly Asbury
- 2017 : Le Monde secret des Emojis (The Emoji Movie) réalisé et co-scénarisé par Tony Leondis
- 2017 : L'Étoile de Noël (The Star) réalisé par Timothy Reckart
- 2018 : Pierre Lapin (Peter Rabbit) réalisé et co-scénarisé par Will Gluck
- 2018 : Hôtel Transylvanie 3 : Des vacances monstrueuses (Hotel Transylvania 3: Summer Vacation) réalisé et co-scénarisé par Genndy Tartakovsky
- 2018 : Chair de poule 2 : Les Fantômes d'Halloween (Goosebumps 2: Haunted Halloween) réalisé par Ari Sandel
- 2018 : Spider-Man: New Generation (Spider-Man: Into the Spider-Verse) co-réalisé par Peter Ramsey, Bob Persichetti et Rodney Bettman
- 2019 : Angry Birds : Copains comme cochons (The Angry Birds Movie 2) co-réalisé par Thurop Van Orman et John Rice
- 2023 : Spider-Man: Across the Spider-Verse co-réalisé par Kemp Powers, Joaquim Dos Santos et Justin K. Thompson

#### Films à venir
- 2026 : Goat - Rêver plus haut réalisé par Tyree Dillihay
- 2027 : Spider-Man: Beyond the Spider-Verse coréalisé par Kemp Powers, Joaquim Dos Santos et Justin K. Thompsons

### Streaming
- 2021 : Les Mitchell contre les machines (The Mitchells vs. the Machines) réalisé par Mike Rianda
- 2021 : Le Dragon-génie (Wish Dragon) réalisé par Chris Appelhans
- 2021 : Vivo réalisé par Kirk DeMicco
- 2022 : Hôtel Transylvanie : Changements monstres (Hotel Transylvania: Transformania) co-réalisé par Derek Drymon et Jennifer Kluska
- 2025 : KPop Demon Hunters co-réalisé par Maggie Kang et Chris Appelhans

#### Films à venir
- 2025 : Couic ! de Genndy Tartakovsky

### Courts métrages
- 2002 : The ChubbChubbs!
- 2003 : Early Bloomer
- 2007 : Boog and Elliot's Midnight Bun Run
- 2007 : The ChubbChubbs Save Xmas
- 2011 : The Smurfs: A Christmas Carol
- 2012 : So You Want to Be a Pirate!
- 2012 : Goodnight Mr. Foot
- 2013 : Les Schtroumpfs et la légende du cavalier sans tête (The Smurfs: The Legend of Smurfy Hollow)
- 2013 : Super Manny
- 2013 : Earl Scouts
- 2014 : Steve's First Bath
- 2014 : Attack of the 50-Foot Gummy Bear
- 2017 : Puppy!
- 2018 : Flopsy Turvy
- 2019 : Hair Love
- 2023 : The Spider Whithin - a Spider-Verse Story

### Direct-to-video
- 2008 : Les Rebelles de la forêt 2 (Open Season 2)
- 2010 : Les Rebelles de la forêt 3 (Open Season 3)
- 2015 : Les Rebelles de la forêt 4 (Open Season: Scared Silly)
- 2017 : Les Rois de la glisse 2 (Surf's Up 2: WaveMania)

### Télévision
- 2017-2018 : Tempête de boulettes géantes (Cloudy with a Chance of Meatballs)
- 2017-2020 : Hôtel Transylvanie, la série (Hotel Transylvania: The Series)[8]
- 2017-2018 : GO! Cartoons
- 2023 : Agent Elvis
- 2023 : Young Love
- 2023-2024 : Les Rebelles de la forêt, la série (Open Season: Call of Nature)
- dès 2025 : Motel Transylvania